# Arbelos (Sohn des Aigyptos)
Arbelos (altgriechisch Ἄρβηλος Árbēlos) ist in der griechischen Mythologie einer der 50 Söhne des Aigyptos, des Zwillingsbruders von Danaos. Seine Mutter war Hephaistine, mit der Aigyptos fünf weitere Söhne hatte: Idas, Pandion, Daïphron, Hyperbios und Hippokorystes.
Für die Massenhochzeit der 50 Söhne des Aigyptos mit den 50 Töchtern des Danaos, bei der das Los über die Paarbildungen entschied, wurde ihm Oime, die Tochter der Krino, als Gemahlin zugewiesen. Wie die übrigen Söhne des Aigyptos mit Ausnahme des Lynkeus wurde er in der Hochzeitsnacht von seiner Ehefrau getötet.